# Cottus tallapoosae
Cottus tallapoosae är en fiskart som beskrevs av Neely, Williams och Richard L. Mayden 2007. Cottus tallapoosae ingår i släktet Cottus och familjen simpor. Inga underarter finns listade i Catalogue of Life.